# Щербинин, Николай Антонович
Никола́й Анто́нович Щерби́нин (1916 год, село Нововоскресенка, Ананьевский уезд, Херсонская губерния — 1990 год, Владикавказ) — председатель колхоза имени Легейдо Дигорского района, Северо-Осетинская АССР. Герой Социалистического Труда (1971). Депутат Верховного Совета СССР 6-го созыва и Верховного Совета Северо-Осетинской АССР 7-го созыва.

## Биография
Родился в 1916 году в крестьянской семье в селе Нововоскресенка Херсонской губернии. С 1934 года — бухгалтер райпо, инспектор районного отдела финансов, бухгалтер межрайонной конторы «Заготшерсть» в Дагестанской АССР. С 1942 года — в рядах Красной Армии. С 1943 года участвовал в боях Великой Отечественной войны наводчиком 120-миллиметрового миномёта, наводчиком батареи миномётов в составе 372-го стрелкового полка 218-й стрелковой дивизии. В 1944 году вступил в ВКП(б).
После демобилизации отправился в Северную Осетию. С 1945 года — заместитель директора консервного завода, директор совхоза. С 1959 года — председатель колхоза имени Легойдо Дигорского района.
Вывел колхоз из отстающих в число передовых сельскохозяйственных предприятий Северной Осетии. В колхозе насчитывалось 1300 голов дойного стада, содержались птицеводческая фабрика и коневодческая ферма, пасека, бахча, два рыболовных хозяйства. В колхозе работали консервный завод, колхозный гараж, маслобойный и колбасный цеха. Пахотные земли, на которых выращивалась пшеница, картофель, кукуруза и сахарная свекла, достигли 1,5 тысячи гектаров. По результатам Восьмой пятилетки (1966—1970) колхоз стал предприятием-миллионером. Указом Президиума Верховного Совета СССР от 8 апреля 1971 года «за выдающиеся успехи, достигнутые в развитии сельскохозяйственного производства и выполнении пятилетнего плана продажи государству продуктов земледелия и животноводства» удостоен звания Героя Социалистического Труда с вручением ордена Ленина и золотой медали «Серп и Молот».
Избирался депутатом Верховного Совета СССР VI созыва (1962—1966) и Верховного Совета Северо-Осетинской АССР VII созыва (1967—1971).
В 1976 году вышел на пенсию. Проживал во Владикавказе, где скончался в 1990 году.
Награды
- Герой Социалистического Труда
- Орден Ленина
- Орден Красной Звезды — дважды (23.02.1944; 06.10.1944)
- Орден Октябрьской Революции (06.09.1973)
- Орден Отечественной войны 1 степени (11.03.1985)
- Орден Отечественной войны 2 степени (24.07.1944)
- Орден «Знак Почёта» (31.12.1965)
- Медаль «За отвагу» (17.01.1944)